# Hobart International
Hobart International — щорічний жіночій тенісний турнір. Проводиться з 1994 року у місті Гобарт, Австралія.
До 2009 належав до турнірів IV категорії. Тип покриття корту — хардове.

## Усі фінали

### Одиночний розряд
| Рік  | Чемпіон           | Фіналіст                | Рахунок          |
| ---- | ----------------- | ----------------------- | ---------------- |
| 2025 | Маккартні Кесслер | Елісе Мертенс           | 6–4, 3–6, 6–0    |
| 2024 | Емма Наварро      | Елісе Мертенс           | 6–1, 4–6, 7–5    |
| 2023 | Лорен Девіс       | Елізабетта Коччаретто   | 7–6(7–0), 6–2    |
| 2022 | Не проводився     | Не проводився           | Не проводився    |
| 2021 | Не проводився     | Не проводився           | Не проводився    |
| 2020 | Олена Рибакіна    | Чжан Шуай               | 7–6(9–7), 6–3    |
| 2019 | Софія Кенін       | Анна Кароліна Шмідлова  | 6–3, 6–0         |
| 2018 | Елісе Мертенс (2) | Міхаела Бузернеску      | 6–1, 4–6, 6–3    |
| 2017 | Елісе Мертенс     | Моніка Нікулеску        | 6–3, 6–1         |
| 2016 | Алізе Корне       | Ежені Бушар             | 6–1, 6–2         |
| 2015 | Гезер Вотсон      | Медісон Бренгл          | 6–3, 6–4         |
| 2014 | Гарбінє Мугуруса  | Клара Коукалова         | 6–4, 6–0         |
| 2013 | Олена Весніна     | Мона Бартель            | 6–3, 6–4         |
| 2012 | Мона Бартель      | Яніна Вікмаєр           | 6–1, 6–2         |
| 2011 | Ярміла Вулф       | Бетані Маттек-Сендс     | 6–4, 6–3         |
| 2010 | Альона Бондаренко | Шахар Пеєр              | 6–2, 6–4         |
| 2009 | Петра Квітова     | Івета Бенешова          | 7–5, 6–1         |
| 2008 | Елені Даніліду    | Віра Звонарьова         | відмова          |
| 2007 | Анна Чакветадзе   | Василіса Бардіна        | 6–3, 7–6(3)      |
| 2006 | Міхаелла Крайчек  | Івета Бенешова          | 6–2, 6–1         |
| 2005 | Цзє Чжен          | Хісела Дулко            | 6–2, 6–0         |
| 2004 | Емі Фрейзер       | Сінобу Асагое           | 6–3, 6–3         |
| 2003 | Алісія Молік      | Емі Фрейзер             | 6–2, 4–6, 6–4    |
| 2002 | Мартина Суха      | Анабель Медіна Гаррігес | 7–6(7), 6–1      |
| 2001 | Ріта Гранде       | Дженіфер Хопкінс        | 0–6, 6–3, 6–3    |
| 2000 | Кім Клейстерс     | Чанда Рубін             | 2–6, 6–2, 6–2    |
| 1999 | Чанда Рубін       | Ріта Гранде             | 6–2, 6–3         |
| 1998 | Патті Шнідер      | Домінік Монамі          | 6–3, 6–2         |
| 1997 | Домінік Монамі    | Маріанн Вердел          | 6–3, 6–3         |
| 1996 | Жулі Алар-Декюжі  | Мана Ендо               | 6–1, 6–2         |
| 1995 | Лейла Месхі       | Лі Фанг                 | 6–2, 6–3         |
| 1994 | Мана Ендо         | Рейчел Макквіллан       | 6–1, 6–7(1), 6–4 |

### Парний розряд
| Рік  | Чемпіонки                                           | Фіналістки                                      | Рахунок                    |
| ---- | --------------------------------------------------- | ----------------------------------------------- | -------------------------- |
| 2023 | Кірстен Фліпкенс Лаура Зігемунд                     | Вікторія Голубич Панна Удварді                  | 6–4, 7–5                   |
| 2022 | Не проводився                                       | Не проводився                                   | Не проводився              |
| 2021 | Не проводився                                       | Не проводився                                   | Не проводився              |
| 2020 | Саня Мірза Надія Кіченок                            | Пен Шуай Чжан Шуай                              | 6–4, 6–4                   |
| 2019 | Латіша Чжань Хаоцін Чжань                           | Кірстен Фліпкенс Юганна Ларссон                 | 6–3, 3–6, [10–6]           |
| 2018 | Демі Схюрс Елісе Мертенс                            | Людмила Кіченок Ніномія Макото                  | 6–2, 6–2                   |
| 2017 | Ольга Савчук Ралука Олару                           | Габріела Дабровскі Ян Чжаосюань                 | 0–6, 6–4, [10–5]           |
| 2016 | Сіньюнь Хань Крістіна Макгейл                       | Кімберлі Біррелл Ярміла Вулф                    | 6–3, 6–0                   |
| 2015 | Юганна Ларссон Кікі Бертенс                         | Віталія Дяченко Моніка Нікулеску                | 7–5, 6–3                   |
| 2014 | Клара Коукалова Моніка Нікулеску (2)                | Ліза Реймонд Чжан Шуай                          | 6–2, 6–7(5–7), [10–8]      |
| 2013 | Марія Тереса Торро Флор Гарбінє Мугуруса            | Тімеа Бабош Менді Мінелла                       | 6–3, 7–6(7–5)              |
| 2012 | Моніка Нікулеску Ірина-Камелія Бегу                 | Чжуан Цзяжун Марина Еракович                    | 6–7(4–7), 7–6(7–4), [10–5] |
| 2011 | Роберта Вінчі Сара Еррані                           | Катерина Бондаренко Ліга Декмеєре               | 6–3, 7–5                   |
| 2010 | Квета Пешке Цзяжун Чжуан                            | Латіша Чжань Моніка Нікулеску                   | 3–6, 6–3, [10–7]           |
| 2009 | Хісела Дулко Флавія Пеннетта                        | Альона Бондаренко Катерина Бондаренко           | 6–2, 7–6(7–4)              |
| 2008 | Анабель Медіна Гаррігес Вірхінія Руано Паскуаль (2) | Елені Даніліду Ясмін Вер                        | 6–2, 6–4                   |
| 2007 | Олена Лиховцева (3) Олена Весніна                   | Анабель Медіна Гаррігес Вірхінія Руано Паскуаль | 2–6, 6–1, 6–2              |
| 2006 | Емілі Луа (2) Ніколь Пратт                          | Джилл Крейбас Єлена Костанич-Тошич              | 6–2, 6–1                   |
| 2005 | Цзи Янь Цзє Чжен                                    | Анабель Медіна Гаррігес Дінара Сафіна           | 6–4, 7–5                   |
| 2004 | Сінобу Асагое Сейко Окамото                         | Ельс Калленс Барбара Шетт                       | 2–6, 6–4, 6–3              |
| 2003 | Кара Блек (2) Олена Лиховцева (2)                   | Барбара Шетт Патріція Вартуш                    | 7–5, 7–6(7–1)              |
| 2002 | Татьяна Гарбін Ріта Гранде (2)                      | Кетрін Берклей-Райц Крістіна Вілер              | 6–2, 7–6(7–3)              |
| 2001 | Кара Блек Олена Лиховцева                           | Руксандра Драгомір Вірхінія Руано Паскуаль      | 6–4, 6–1                   |
| 2000 | Ріта Гранде Емілі Луа                               | Кім Клейстерс Алісія Молік                      | 6–2, 2–6, 6–3              |
| 1999 | Маріан де Свардт Олена Татаркова                    | Алексія Дешом-Баллере Емілі Луа                 | 6–2, 6–2                   |
| 1998 | Вірхінія Руано Паскуаль Паола Суарес                | Жулі Алар-Декюжі Жанетта Гусарова               | 7–6(8–6), 6–3              |
| 1997 | Наоко Кадзімута Нана Сміт-Роджерс                   | Барбара Ріттнер Домінік Монамі                  | 6–3, 6–1                   |
| 1996 | Яюк Басукі Кього Нагацука (2)                       | Керрі-Енн Г'юз Пак Сон Хі                       | 7–6(9–7), 6–3              |
| 1995 | Кього Нагацука Ай Суґіяма                           | Манон Боллеграф Лариса Савченко-Нейланд         | 2–6, 6–4, 6–2              |
| 1994 | Лінда Вілд Чанда Рубін                              | Дженні Бірн Рейчел Макквіллан                   | 7–5, 4–6, 7–6(7–1)         |